# Covington (Louisiana)
Covington ist eine Stadt im St. Tammany Parish im US-Bundesstaat Louisiana und Verwaltungssitz des Parish. Das U.S. Census Bureau hat bei der Volkszählung 2020 eine Einwohnerzahl von 11.564 ermittelt.

## Geschichte
Die früheste europäischen Ansiedlung fand im Jahr 1800 durch Jacques Dreux statt. 1813 gründete John Wharton Collins die Stadt mit dem Namen Wharton. Die Stadt wurde später nach dem Kriegshelden General Leonard Covington aus dem Britisch-Amerikanischen Krieg umbenannt.

## Bevölkerung
Nach der Zählung von 2000 leben 8.483 Menschen in 3.258 Haushalten, und 2.212 Familien in der Stadt. In der Stadt sind 26,8 % unter 18 Jahren alt, 8,5 % sind 18 bis 24, 26,1 % sind 25 bis 44, 24,1 % sind 45 bis 64, und 14,5 % sind älter als 65. Das Durchschnittsalter ist 38. Auf 100 Frauen kommen 86,8 Männer.

## Filme, die in Covington gedreht wurden
- 1995: Dead Man Walking
- 1995: Kingfish
- 1997: Eve’s Bayou
- 2007: Gretchen Zieske
- 2009: The Yellow Handkerchief
- 2009: I Love You Phillip Morris

## Söhne und Töchter der Stadt
- E. John Ellis (1840–1889), Politiker
- Jessica Heap (* 1983), Schauspielerin
- Ian Somerhalder (* 1978), Schauspieler und Model
- Theo Von (* 1980), Komiker und Podcaster